# Joseph Offenbach
Pour les articles homonymes, voir Offenbach (homonymie).
Joseph Offenbach, de son vrai nom Joseph Ziegler (né le 28 décembre 1904 à Offenbach-sur-le-Main, mort le 15 octobre 1971 à Darmstadt) est un acteur allemand.

## Biographie
Après un apprentissage de bourrelier, il fait des figurations et obtient son premier engagement en 1927 à Zwickau ; il joue ensuite à Heidelberd, au Nationaltheater Mannheim (où l'intendant lui demande de changer de nom, car trois autres personnes le portent déjà) et à Munich. Pendant la Seconde Guerre mondiale, il fait quelques figurations dans des films sans importance.
Après la guerre, il fait partie de la troupe itinérante de Fritz Rémond. En 1946, il travaille pour le Deutsches Schauspielhaus à Hambourg, notamment dans la mise en scène de Gustaf Gründgens. Dans les années 1950, il devient plus connu comme un acteur de cinéma. Dans les années 1960, il devient populaire à la télévision grâce à la série Die Unverbesserlichen.
Il fait sa dernière apparition à la télévision en direct treize jours avant sa mort d'une crise cardiaque.

## Filmographie
| - 1942 : Einmal der liebe Herrgott sein - 1942 : Der Hochtourist - 1943 : Die keusche Sünderin - 1943 : Reise in die Vergangenheit - 1943 : Peterle - 1943 : Der unendliche Weg - 1944 : Orient-Express de Victor Tourjanski - 1944 : Es lebe die Liebe - 1944 : Der Täter ist unter uns - 1945 : Dreimal Komödie - 1945 : Wo ist Herr Belling? - 1947: Geld ins Haus - 1949 : Der Bagnosträfling - 1949 : Der blaue Strohhut - 1949: Hafenmelodie - 1949 : Die letzte Nacht - 1949 : Quelle boniche ! - 1949 : Schicksal aus zweiter Hand - 1950 : Vom Teufel gejagt - 1950 : Der Mann, der zweimal leben wollte - 1950 : Des Lebens Überfluss - 1950 : Der Mann, der sich selber sucht - 1951 : Sensation in San Remo - 1951 : Malheur à celui qui aime - 1951 : La Beauté mène la danse - 1952 : La Danse des étoiles - 1952 : Die Diebin von Bagdad - 1952 : Ich warte auf dich - 1952 : Valse dans la nuit - 1953 : Fleur de Hawaï - 1953 : L'Hôtel qui chante - 1953 : Ne craignez pas les grosses bêtes - 1954 : Danse au soleil - 1954 : L'Amiral Canaris - 1954 : Geld aus der Luft - 1955 : Les Bandits de la route - 1955 : Le Faux Adam - 1955 : Le Général du Diable - 1955 : Oh diese lieben Verwandten - 1955 : Ciel sans étoile - 1955 : Die Toteninsel | - 1955 : Der doppelte Ehemann - 1955 : Ingrid: Die Geschichte eines Fotomodells - 1956 : Le Capitaine de Köpenick - 1956 : Docteur Vlimmen - 1956 : Mädchen mit schwachem Gedächtnis - 1956 : Der Meineidbauer - 1956 : Die Trapp-Familie - 1957 : Königin Luise de Wolfgang Liebeneiner : Bürgermeister - 1957 : Der müde Theodor - 1957 : Monpti - 1957 : Les Nuits du Perroquet vert - 1957 : Un petit coin de paradis - 1957 : Immer wenn der Tag beginnt - 1958 : La Jeune fille de Moorhof - 1958 : 13 kleine Esel und der Sonnenhof - 1958 : Les Chiens sont lâchés - 1958 : Der Mann im Strom - 1958 : Le Brigand au grand cœur - 1959 : Frau im besten Mannesalter - 1959 : La Rage de vivre (Verbrechen nach Schulschluß) d'Alfred Vohrer - 1959 : Les Buddenbrook - 1960 : Mit 17 weint man nicht - 1960 : Hauptmann – deine Sterne - 1960 : Himmel, Amor und Zwirn - 1960 : La Peau d'un espion - 1961 : Bei Pichler stimmt die Kasse nicht - 1961 : Drôle de menteur (Der Lügner) de Ladislas Vajda - 1961 : Freddy und der Millionär - 1961 : Zwei unter Millionen - 1961 : Der Fälscher von London - 1961 : Unser Haus in Kamerun (de) - 1961 : Via Mala - 1961 : Les Mystères de Londres - 1963 : Durchbruch Lok 234 - 1963 : Heimweh nach St. Pauli - 1964 : Verdammt zur Sünde - 1964 : Freddy, Tiere, Sensationen - 1966 : 4 Schlüssel - 1967 : Les Fausses Vierges - 1969 : Unter den Dächern von St. Pauli (de) - 1971 : Der Kapitän |

Télévision
- 1958 : Eine Geschichte aus Soho - Der Dank der Unterwelt
- 1959 : Eine Geschichte aus Soho - Die Stimme aus dem Hut
- 1960 : Der Geizige
- 1963 : Die erste Lehre
- 1963 : Der Datterich
- 1963 : Die Belagerung der Josephine
- 1964 : Don Gil von den grünen Hosen
- 1965 : Die Unverbesserlichen
- 1965 : Ankunft bei Nacht
- 1965 : Der Raub der Sabinerinnen
- 1966 : Das Kriminalmuseum – Der Barockengel
- 1966 : Die Unverbesserlichen – nichts dazugelernt
- 1967 : Der Revisor
- 1967 : Die Unverbesserlichen und ihr Optimismus
- 1968 : Die Unverbesserlichen und ihre Sorgen
- 1969–1972 : Salto Mortale (série)
- 1969 : Die Unverbesserlichen und ihre Menschenkenntnis
- 1969 : Bleibe lasse
- 1969 : Christoph Kolumbus oder Die Entdeckung Amerikas
- 1970 : Die Unverbesserlichen und die Liebe
- 1971 : Der Kommissar – Der Tote von Zimmer 17
- 1971 : Die Unverbesserlichen und ihr Stolz
- 1971 : Kein Geldschrank geht von selber auf
- 1971 : Dem Täter auf der Spur - Flugstunde